# Api Claudi Centó
Api Claudi Centó (llatí: Appius Claudius Cento) va ser un magistrat romà del segle ii aC. Era probablement net de Gai Claudi Centó i germà del general Gai Claudi Centó. Formava part de la gens Clàudia, i era de la família dels Claudi Centó.
Va ser edil curul l'any 178 aC i pretor el 175 aC, rebent com a província la Hispània Citerior, on va derrotar els revoltats celtibers i va rebre els honors d'una ovació.

## Tercera Guerra Macedònica
El 173 aC va ser enviat a Tessàlia on va posar pau en els conflictes locals. El 172 aC va ser un dels membres de l'ambaixada enviada al Regne de Macedònia per presentar les exigències romanes al rei Perseu de Macedònia durant la Tercera Guerra Macedònica. L'any 170 aC va ser legat del cònsol Aulus Hostili Mancí i enviat a Il·líria amb 4.000 homes, però va ser derrotat prop d'Uscana.

## Tercera guerra il·líria
L'any 168 aC, Luci Anici Gal, que estava estacionat a Apol·lònia d'Il·líria va reunir-se amb el gros de les forces romanes que dirigia Api Claudi Centó a la vora del riu Genusos en assabentar-se d'una possible aliança entre Perseu de Macedònia i Gentius del Regne d'Il·líria, i va conquerir el regne en trenta dies.